# N7 (België)
De N7 is een gewestweg in België. Het is een van de negen grote N-wegen die vanuit het centrum van het land tot aan de grenzen lopen. De N7 loopt via Halle, Edingen, Aat, Leuze-en-Hainaut, Doornik en zo voorbij de grens met Frankrijk waar de weg verdergaat als D941. De weg is 78,8 km en een van de langere wegen in België. Hij loopt een klein stuk (circa 4 km) in gewest Vlaanderen en voor het overgrote deel door het gewest Wallonië. Vóór 1985 heette deze weg de N8, vandaar dat de vervangende autosnelweg de A8 werd genoemd.
Tegenwoordig vormt de A8/E429 een betere verbinding van Halle naar Frankrijk.

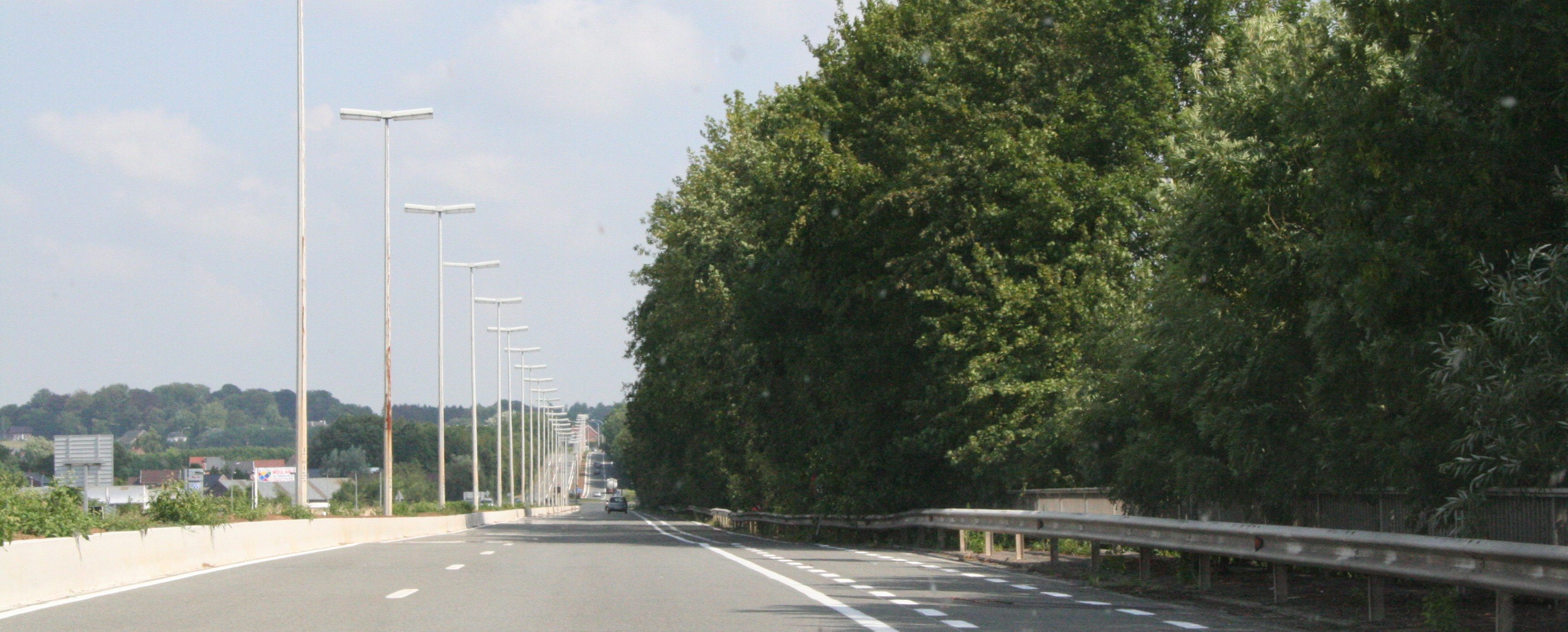
De N7 als expresweg: omleiding bij Aat

## Geschiedenis
De steenweg werd aangelegd onder het Oostenrijks bestuur in de achttiende eeuw.

## Plaatsen langs de N7
- Halle
- Lembeek
- Bierk
- Lettelingen
- Edingen
- Mark
- Zullik
- Gellingen
- Aat
- Villers-Notre-Dame
- Chapelle-à-Wattines
- Leuze-en-Hainaut
- Barry
- Gaurain-Ramecroix
- Doornik
- Marquain

## Aftakkingen

### N7a
De N7a is een verbindingsweg door Aat heen. De 3,5 kilometer lange route gaat door het centrum van Aat heen, terwijl de N7 zelf om Aat heen gaat. Een klein stukje in het centrum is de weg ingericht als eenrichtingsverkeersweg en alleen te berijden vanuit Doornik richting Edingen. De N7c volgt hier de tegenovergestelde route.

### N7b
De N7b is een verbindingsweg in Edingen. De 700 meter lange route is ingericht als eenrichtingsverkeersweg door Edingen heen en alleen te berijden vanuit de richting Aat naar Halle.
De N7 zelf is in Edingen alleen in tegenovergestelde richting te berijden en heeft op dit stuk een lengte van 1,2 kilometer.

### N7c
De N7c is een verbindingsweg in het centrum van Aat. De route vormt een eenrichtingsverkeersweg contra van de N7a. De N7c heeft een lengte van ongeveer 600 meter.
R-wegen:
R0 · R1 · R2 · R3 · R4 (R4a · R4z) · R5 (R5a) · R6 · R7 · R8 · R9 · R10 · R11 (R11a) · R12 · R13 · R14 · R15 · R16 · R18 · R20 (R20a · R20b) · R21 (R21a · R21b · R21c · R21d) · R22 (R22a · R22z) · R23 (R23z) · R24 · R25 · R26 · R27 (R27a) · R30 (R30a · R30b) · R31 · R32 · R33 · R34 · R35 · R36 (R36z) · R40 (R40a) · R41 · R42 · R43 · R50 · R51 · R52 · R53 · R54 · R55 · R61 (R61a) · R62 · R70 · R71 · R72 · R73
N-wegen die (gedeeltelijk) een ringweg omvatten:
N1 · N3 · N4 · N6 · N7 · N8 · N9 · N13 · N17 · N27 · N27a · N28 · N29 · N31 · N32 · N34 · N35 · N36 · N37 · N38 · N39 · N41 · N44 · N46 · N47 · N49 · N50 · N55 · N60 · N60d · N70 · N71 · N72 · N73 · N75 · N76 · N78 · N80 · N81 · N82 · N90 · N92 · N113 · N153 · N203 · N203a · N390 · N405 · N416 · N441 · N473 · N498 · N556 · N700 · N712 · N712b · N717 · N722 · N725 · N748 · N750 · N769 · N967